# Spalona (Legnica)
Pour les articles homonymes, voir Spalona.
Spalona (en allemand : Heinersdorf) est une localité polonaise de la gmina de Kunice, située dans le powiat de Legnica en voïvodie de Basse-Silésie.